# Liga Neerlandesa de Basquetebol
A Liga Neerlandesa de Basquetebol, também conhecido como Eredivisie e oficialmente Dutch Basketball League (DBL),  foi a competição do mais alto nível nas ligas profissionais nos Países Baixos. A liga tinha um sistema fechado, existindo necessidade de comprovar potencial e capacidade econômica. A liga começou suas atividades em 1960 como a Eredivisie e era organizada pela NBB e mais tarde pela FEB[1]. Em 1977 a liga introduziu os play-offs. No momento a competição é disputada por dez equipes e jogam sob as regras da FIBA.

## Regras
As equipes jogam na temporada regular todas contra todas quatro vezes, duas em casa e duas fora. Isto significa que a temporada regular da liga termina após todas as equipes joguem 36 partidas. Como muitos outros campeonatos nacionais na Europa, a Liga Neerlandesa de Basquetebol faz um recesso de inverno, uma vez que foram disputados metade dos jogos programados. No final do campeonato, as oito melhores equipes na classificação disputam os  play-offs, colocando a primeira equipe colocada contra a 8ª colocada e assim por diante. As séries de quartas de final são disputadas em um formato melhor-de-três, semifinais disputadas em melhor-de-cinco, e as finais são disputados em um formato melhor-de-sete.

## Equipes
Equipes participantes da liga na temporada
| Clube                           | Cidade           | Arena                  | Capacidade |
| ------------------------------- | ---------------- | ---------------------- | ---------- |
| Apollo Amsterdam                | Amesterdão       | Apollohal              | 1 500      |
| New Heroes Basketball Den Bosch | 's-Hertogenbosch | Maaspoort              | 2 800      |
| Donar                           | Groninga         | Martiniplaza           | 4 500      |
| Challenge Sports Rotterdam      | Rotterdam        | Topsportcentrum        | 1 000      |
| Aris Leeuwarden                 | Leeuwarden       | Kalverdijkje           | 1 700      |
| Zorg en Zekerheid Leiden        | Leiden           | Vijf Meihal            | 2 000      |
| BSW                             | Weert            | Sporthal Boshoven      |            |
| Landstede                       | Zwolle           | Landstede Sportcentrum | 1 200      |
| Den Helder Suns                 | Den Helder       | Sporthal Sportlaan     | 1 500      |

## Detentores de Títulos
| - 1945–46 – DED - 1946–47 – DED - 1947–48 – APGS - 1948–49 – AMVJ - 1949–50 – DED - 1950–51 – AMVJ - 1951–52 – DED - 1952–53 – DED - 1953–54 – DED - 1954–55 – AMVJ - 1955–56 – DED - 1956–57 – The Wolves Amsterdam - 1957–58 – DED - 1958–59 – Blue Stars - 1959–60 – The Wolves Amsterdam - 1960–61 – The Wolves Amsterdam - 1961–62 – Landlust - 1962–63 – Landlust - 1963–64 – The Wolves Amsterdam - 1964–65 – The Wolves Amsterdam | - 1965–66 – Herly Amsterdam - 1966–67 – Eendracht Utrecht - 1967–68 – Flamingo's Haarlem - 1968–69 – Punch Delft - 1969–70 – Blue Stars - 1970–71 – Flamingo's Haarlem (Levis) - 1971–72 – Flamingo's Haarlem (Levis) - 1972–73 – Flamingo's Haarlem (Levis) - 1973–74 – RZ (Transol) - 1974–75 – Punch Delft (Raak) - 1975–76 – Amstelveen (Kinzo) - 1976–77 – Amstelveen (Kinzo) - 1977–78 – Leiden (Parker) - 1978–79 – Den Bosch - 1979–80 – Den Bosch - 1980–81 – Den Bosch (Nashua) - 1981–82 – Donar (NN) - 1982–83 – Den Bosch (Nashua) | - 1983–84 – Den Bosch (Nashua) - 1984–85 – Den Bosch (Nashua) - 1985–86 – Den Bosch (Nashua) - 1986–87 – Den Bosch (Nashua) - 1987–88 – Den Bosch (Nashua) - 1988–89 – Den Helder (Direktbank) - 1989–90 – Den Helder (Commodore) - 1990–91 – Den Helder (Commodore) - 1991–92 – Den Helder (Commodore) - 1992–93 – Den Bosch (Canoe Jeans) - 1993–94 – Weert (Lanèche) - 1994–95 – Den Helder (Mustang Jeans) - 1995–96 – Den Bosch (America Today) - 1996–97 – Den Bosch (Libertel) - 1997–98 – Den Helder (HVK) - 1998–99 – Amsterdam (Ricoh Astronauts) - 1999–00 – Amsterdam (Ricoh Astronauts) | - 2000–01 – Amsterdam (Ricoh Astronauts) - 2001–02 – Amsterdam (Ricoh Astronauts) - 2002–03 – EiffelTowers Nijmegen - 2003–04 – Donar (MPC Capitals) - 2004–05 – Amsterdam (Demon Astronauts) - 2005–06 – Den Bosch (EiffelTowers) - 2006–07 – Den Bosch (EiffelTowers) - 2007–08 – Amsterdam (My Guide) - 2008–09 – Amsterdam (Eclipse Jet) - 2009–10 – Donar(GasTerra Flames) - 2010–11 – Leiden (ZZ) - 2011–12 – Den Bosch(EiffelTowers) - 2012–13 – Leiden (ZZ) - 2013–14 – Donar(GasTerra Flames) - 2014–15 – Den Bosch (SPM Shoeters) - 2015–16 – Donar - 2016–17 – Donar - 2017–18 – Donar - 2018-19 - Landstede Zwolle - 2019-20 Cancelado - 2020-21 ZZ Leiden |